# Olivier Constantin
Pour les articles homonymes, voir Constantin.
Olivier Constantin est un chanteur français né en 1953. 
Choriste pour de nombreux artistes, entre autres, de Michel Sardou (entre 1994 et 2007), Sylvie Vartan, Johnny Hallyday, Michel Jonasz, Michel Polnareff (tournée 2016) ou encore Véronique Sanson (tournée 2022), il a également enregistré plusieurs génériques d'émissions télévisées et les chansons de nombreux films d'animation, prêtant notamment sa voix à Jack Skellington dans L'Étrange Noël de monsieur Jack (1993). Il est également la voix d'accueil multilingue principale de Disneyland Paris.

## Carrière
Fils de la comédienne et chanteuse Lucie Dolène et de l'auteur-compositeur-interprète Jean Constantin, frère de la chanteuse Virginie Constantin et du percussionniste François Constantin, il débute très jeune dans les chœurs du dessin animé des studios Disney, Robin des bois (1973). C'est sa voix que l'on entend quand Gérard Lanvin chante en play back la Chanson du Chevalier Blanc dans le film de Coluche, Vous n'aurez pas l'Alsace et la Lorraine en 1977. Il interprète par la suite de nombreux génériques et chansons d'émissions pour la jeunesse parmi lesquels 1, rue Sésame (1979), Cobra (1982), Super Durand (1983) et plus récemment  Le Royaume des couleurs (1997), Quoi d'neuf Scooby-Doo ? (2002-2006), Zatch Bell (2003), Maya et Miguel (2004), Lucas la Cata (2006), La Forêt de l'Étrange (2014) ou encore Captain Tsubasa (2018).
Il assure aussi à cette époque les chœurs et quelques solos dans La Belle au bois dormant (deuxième doublage, 1981), Le Tour du monde en 80 jours (1981) ou Les Malheurs de Heidi (1982).
En 1993, il prête sa voix au personnage de Jack Skellington dans L'Étrange Noël de monsieur Jack, rôle emblématique qui inaugure une collaboration  régulière avec les studios Disney. Il chantera ainsi dans Pocahontas (1995), Aladdin et le Roi des voleurs (1996), La Belle et le Clochard (troisième doublage, 1997), Pocahontas 2 : Un monde nouveau (1998), Mélodie Cocktail (deuxième doublage, 1998), Kuzco, l'empereur mégalo (2000), La Petite Sirène 2 : Retour à l'océan (2000), La Belle et le Clochard 2 (2001), Le Bossu de Notre-Dame 2 : Le Secret de Quasimodo (2002), Frère des ours (2003), Les 101 Dalmatiens 2 : Sur la trace des héros (2003), Le Livre de la jungle 2 (2003), Mickey, Donald, Dingo : Les Trois Mousquetaires (2004), Le Roi lion 3 : Hakuna Matata (2004), La ferme se rebelle (2004), Bambi 2 (2006), Rox et Rouky 2 (2006), The Wild (2006), Phinéas et Ferb (2008-), Le Secret de la Petite Sirène (2008), La Princesse et la Grenouille (2010), Winnie l'ourson (2011), La Reine des neiges (2013) et Vaiana (2016).
Ses talents de chanteur sont aussi mis à contribution dans Le Triomphe de Babar (1989), Tom et Jerry, le film (1992), Poucelina (1993), Charlie 2 (1996), Anastasia (1997), Mary à tout prix (1998), Le Prince d'Égypte (1998), Charlie et la Chocolaterie (2005), La Véritable Histoire du Petit Chaperon rouge (2005), Les Noces funèbres (2005), L'Âge de glace 2 (2006), Lucas la Cata (2006), Barbie Princesse de l'île merveilleuse (2007), 3 amis mènent l'enquête (2009), Rango (2011), Rio (2011), Happy Feet 2 (2011), ou encore La Ligue des Justiciers : Nouvelle Génération (2011).
Son doublage de Jack Skellington pour Tim Burton lui permet d'accéder occasionnellement à des rôles parlés et chantés. En 2002, il double le roi Larry dans Disney's tous en boîte. En 2008, il contribue aux Monsieur Madame, et double Jemaine Clement dans la série Flight of the Conchords ainsi que son apparition dans Les Simpson en 2011 et Opération Muppets (2014). Il double Jorge Sanchez dans La Légende de Manolo (2014), Simon Callow dans Confident royal (2017) ou encore le Capitaine Bloodbones dans Playmobil, le film (2019). Olivier Constantin a repris le rôle de Jack Skellington dans les jeux vidéo) Kingdom Hearts, Kingdom Hearts 2 et Disney Infinity. Il s'est aussi illustré dans des publicités, notamment pour Playtex. Sa voix est également sollicitée pour présenter les parades et feux d'artifice de Disneyland Paris depuis plusieurs années.
Après avoir été choriste pour Belles belles belles en 2003, il participe à la bande originale du film Cloclo (2012), en tant que choriste et interprète.
Il a sorti un album en 1995 intitulé Personal, sous le pseudonyme d'Eric Russell et aurait dû jouer dans le spectacle musical Gladiateur, mais a été remplacé par le rappeur D.Dy du collectif B.O.S.S.
Il tient le rôle de James Turner dans la comédie musicale Gospel sur la colline en septembre 2015 aux Folies Bergère, aux côtés entre autres de Dominique Magloire ou Firmine Richard, le tout mis en scène par Jean-Luc Moreau,.
À partir des années 2020, Olivier devient également directeur musical de doublages chantés.

## Discographie et vidéographie non exhaustives
Album solo : 
- 1995 : Personal

Avec Michel Sardou : 
- 1995 : Olympia 95 : chœurs
- 1997 : Salut : chœurs
- 1998 : Bercy 98 : chœurs
- 2000 : Français : chœurs
- 2001 : Bercy 2001 : chœurs
- 2007 : Zénith 2007 : chœurs

Avec Michel Polnareff : 
- 2016 : Live At L'Olympia : chœurs

Autres : 
- 1982 : Soleil cherche futur : chœurs
- 2000 : Métamorphoses : chœurs
- 2015 : Gospel sur la colline : James Turner
- 2022 : Aimer : chœurs

## Doublage

### Chansons de génériques
- 1979 : 1, rue Sésame
- 1982 : Cobra
- 1983 : Super Durand
- 1997 : Le Royaume des couleurs
- 2002 : Quoi d'neuf Scooby-Doo ?
- 2003 : Zatch Bell
- 2004 : Maya et Miguel
- 2006 : Lucas la Cata
- 2009 : Agent Spécial Oso
- 2009 : En route pour la jungle
- 2011 : Fanboy et Chum Chum
- 2013 : Monstre et Robot
- 2014 : La Forêt de l'Étrange
- 2018 : Captain Tsubasa

### Cinéma
- 1975 : Vous n'aurez pas l'Alsace et la Lorraine : le Chevalier Blanc, voix chantée (Gérard Lanvin)
- 1998 : Mary à tout prix : le chanteur de rue (Jonathan Richman)
- 2003 : Le Manoir hanté et les 999 Fantômes : l’un des bustes en pierre
- 2005 : Charlie et la Chocolaterie : Oompa Loompas (chant) (Danny Elfman)
- 2011 : Sex Friends : voix additionnelles
- 2013 : Légendes Vivantes : Ron Burgundy (Will Ferrell) (chant)
- 2014 : Opération Muppets : Le roi de la prison (Jemaine Clement)
- 2017 : La Belle et la Bête : Dick (Dean Street) & chœurs (version française et québécoise)

- 2017 : Confident royal : Giacomo Puccini (Simon Callow)
- 2017 : Kingsman : Le Cercle d'or : voix additionnelle
- 2017 : Spider-Man : Homecoming : voix additionnelle
- 2019 : Aladdin : chœurs (version française et québécoise)
- 2024 : Vaiana 2 : voix additionnelles & chœurs (version française et québécoise)

- 2024 : Wicked : chœurs (version française et québécoise)

### Séries télévisées
- 1983[10] : Fraggle Rock : voix additionnelles (version française et québécoise)
- 1999 : Tibère et la Maison bleue : Jack le Chien, Le Père Noël
- 2005 : Scrubs : Kenny (voix chantée) (Clay Aiken) (saison 4, épisode 17)
- 2006 : Scrubs : Turk (voix chantée) (Donald Faison) (saison 6, épisode 6)
- 2007-2009 : Flight of the Conchords : Jemaine Clemaine (Jemaine Clement)
- 2021 : Schmigadoon! : Le fermier McDonough (voix chantée) (Kevin McNulty)

### Films d'animation
- 1940 : Pinocchio : Chanteur "Quand On Prie La Bonne Étoile" (2e doublage 1975)
- 1944 : Les Trois Caballeros : Panchito Pistoles (voix chantée) (3e doublage 1991)
- 1948 : Mélodie Cocktail : Chanteur Soliste (Pecos Bill) (2e doublage 1999)
- 1953 : Peter Pan : Skylights, le pirate chanteur (2e doublage 1992)
- 1955 : La Belle et le Clochard : Chanteur "Paix sur la Terre" (3e doublage de 1997)
- 1959 : La Belle au Bois Dormant : Prince Philippe (voix chantée) (2e doublage 1981)
- 1982 : Les Malheurs de Heidi : Voix chantée de Pierre et voix chantée de Willie
- 1990 : Oliver et Olivia : Soliste masculin
- 1993 : L'Étrange Noël de monsieur Jack : Jack Skellington
- 1994 : Poucelina : Prince Cornelius (voix chantée)
- 1995 : Pocahontas : John Smith (voix chantée) & chœurs
- 1996 : Charlie 2 : Rouquin (chant)
- 1998 : Le Prince d'Égypte : Moïse (voix chantée)
- 1998 : La Légende de Brisby : Justin (chant) et soliste générique de fin
- 1999 : Toy Story 2 : Employé de jouet d'Al et homme à l'aéroport
- 2000 : Kuzco, l'empereur mégalo : Chanteur
- 2002 : La Belle et le Clochard 2 : Clochard (chant)
- 2005 : Les Noces funèbres : chœurs
- 2006 : Rox et Rouky 2 : Cash (chant)
- 2006 : L'Âge de glace 2 : un vautour (chant)
- 2006 : La Véritable Histoire du Petit Chaperon rouge : Chanteur du groupe de rock
- 2007 : Barbie, princesse de l'Île merveilleuse : Prince Antonio (chant)
- 2009 : Fantastic Mr Fox : Pierrot
- 2010 : La Princesse et la Grenouille : Chanteur de « La Nouvelle-Orléans & chœurs » & choirs (French and Quebec version)
- 2014 : La Légende de Manolo : Jorge Sanchez
- 2015 : Bob l'éponge, le film : Un héros sort de l'eau : chœurs  (version française et québécoise)
- 2019 : La Grande Aventure Lego 2 : chœurs  (version française et québécoise)
- 2019 : Playmobil, le film : le capitaine Bloodbones
- 2019 : Le Roi lion : chœurs (version française et québécoise)
- 2020 : Les Trolls 2 : Tournée mondiale : Hickory
- 2021 : Encanto : chœurs (version française et québécoise)
- 2022: Il était une fois 2 : chœurs (version française et québécoise)
- 2023: La Petite Sirène : chœurs (version française et québécoise)
- 2023 :  Wish : chœurs (version française et québécoise)
- 2024 : Mufasa : Le Roi lion : chœurs (version française et québécoise)
- 2024 : Vaiana 2 : chœurs (version française et québécoise)
- 2025 : Plankton, le film (en) : M. Krabs (voix chantée)

### Séries d'animation
- 1991 / 2010 : Les Simpson : le chanteur (épisode Lisa va à Washington), Jemaine Clement (épisode Cours élémentaire musical)
- 1993-1998 : Animaniacs : plusieurs voix chantées
- 1999 : South Park : Satan / le père Noël (épisode Les Chants de Noël de Monsieur Hankey)
- 2002 : Tous en boîte : le roi Larry
- 2007-2015 : Phinéas et Ferb : interprète chansons
- 2011 : Looney Tunes Show : interprète chansons
- 2012 : La Ligue des justiciers : Nouvelle Génération : Paul Sloane / chanteur "Hello Megan" (épisode 21)
- 2013 : Monstre et Robot : Dédé Canaillou
- 2014 : La Forêt de l'Étrange : chant générique d'ouverture / la grenouille de Greg
- 2017 : Big Mouth : le sorcier de la honte (voix chantée)
- 2024 : Dora : le lutin grognon et voix additionnelles

### Jeux vidéo
- 2002 : Kingdom Hearts : Jack Skellington
- 2005 : Kingdom Hearts 2 : Jack Skellington
- 2015 : Disney Infinity : Jack Skellington
- 2022 : Disney Dreamlight Valley : Jack Skellington

### Direction musicale
- 2019 : Dora et la Cité perdue
- 2022 : Avalonia, l'étrange voyage
- 2022 : Bienvenue au club
- 2023 : The Marvels

## Voix-off
- Disneyland Paris : Voix d'accueil multilingue principale